# Mimectatina
Mimectatina es un género de escarabajos longicornios de la tribu Desmiphorini.

## Especies
- Mimectatina apicefusca Breuning, 1966
- Mimectatina celebensis Breuning, 1975
- Mimectatina celebica Breuning, 1975
- Mimectatina divaricata (Bates, 1884)
- Mimectatina divaricata fulvovariegata (Hayashi, 1963)
- Mimectatina divaricata similaris Takakuwa, 1984
- Mimectatina divaricata yayeyamana (Toyoshima, 1982)
- Mimectatina fukudai (Hayashi, 1969)
- Mimectatina fuscoapicata (Breuning, 1964)
- Mimectatina fuscoplagiata (Breuning, 1939)
- Mimectatina iriei Hayashi, 1984
- Mimectatina longipennis Makihara, 2004
- Mimectatina meridiana (Matsushita, 1933)
- Mimectatina meridiana ohirai Breuning & Villiers, 1973
- Mimectatina murakamii Hayashi, 1978
- Mimectatina singularis Aurivillius, 1927
- Mimectatina truncatipennis (Pic, 1944)
- Mimectatina variegata Kusama & Takakuwa, 1984